# Brasília (piłkarz)
Brasília, właśc. Cristiano Pereira de Souza (ur. 28 lipca 1977 w Brasilii) – brazylijski piłkarz grający na pozycji pomocnika.

## Kariera zawodnicza
Brasília to wychowanek brazylijskiego Ituano FC, następnie przeszedł do Wisły Kraków. Grał także w Pogoni Szczecin, Energie Cottbus i Zagłębiu Lubin. W polskiej ekstraklasie debiutował w barwach Wisły 16 sierpnia 1999 w meczu z Ruchem Radzionków (2-0).
W sumie w polskiej I lidze rozegrał 76 meczów i strzelił 13 goli.
Po wyjeździe z Polski karierę piłkarską kontynuował w portugalskim CF Os Belenenses, brazylijskim Sport Club do Recife, portugalskim Vitória SC oraz w koreańskich: Daejeon Citizen i Ulsan Hyundai Horang-i. W sezonie 2009–2010 Brasilia został mistrzem Korei Południowej z klubem Jeonbuk Hyundai Motors.
1 lutego 2010 podpisał kontrakt z Odrą Wodzisław Śląski. Po tym jak Odra spadła z ekstraklasy zdecydował się opuścić klub. Odszedł do Olympiakosu Nikozja.
W 2011 roku powrócił do Brazylii, gdzie występował m.in. w drugoligowym klubie Boa Ituiutaba.
Brasília w czasie swojej kariery zawodniczej mierzył 168 cm i ważył 68 kg.

## Sukcesy

### Drużynowe

#### Wisła Kraków
- Mistrzostwo Polski (1): 2004

#### Jeonbuk Hyundai Motors
- Mistrzostwo Korei Południowej (1): 2009